# Eidgenössische Volksinitiative «Für gesunde sowie umweltfreundlich und fair hergestellte Lebensmittel (Fair-Food-Initiative)»
Die eidgenössische Volksinitiative «Für gesunde sowie umweltfreundlich und fair hergestellte Lebensmittel (Fair-Food-Initiative)» war eine von der Grünen Partei der Schweiz initiierte Volksinitiative, die eine Einfügung eines Artikels 104a (Lebensmittel) in die Bundesverfassung der Schweizerischen Eidgenossenschaft anstrebte. Die Initiative erreichte bei der Abstimmung am 23. September 2018 keine Mehrheit.

Logo

## Ziele
Mit dem Zusatz zum Artikel 104 (Landwirtschaft) sollte der Bund verpflichtet werden, «das Angebot an Lebensmitteln, die von guter Qualität und sicher sind und die umwelt- und ressourcenschonend, tierfreundlich und unter fairen Arbeitsbedingungen hergestellt werden», zu stärken.
Hierzu sollte er unter anderem
- Anforderungen an die Produktion und die Verarbeitung festlegen,
- sicherstellen, dass importierte landwirtschaftliche Erzeugnisse, die als Lebensmittel verwendet werden, diesen Anforderungen genügen und dabei Erzeugnisse aus fairem Handel und bodenbewirtschaftenden bäuerlichen Betrieben begünstigen,
- dafür sorgen, dass negative Auswirkungen des Transports und der Lagerung von Lebens- und Futtermitteln auf Umwelt und Klima reduziert werden,
- Zielvereinbarungen mit der Lebensmittelwirtschaft treffen,
- die Verarbeitung und die Vermarktung regional und saisonal produzierter Lebensmittel fördern und
- Massnahmen zur Eindämmung der Lebensmittelverschwendung treffen.

Die Fair-Food-Initiative wurde von Organisationen aus der Landwirtschaft, dem Konsumentenschutz, der Entwicklungszusammenarbeit und dem Tierschutz unterstützt. Sie war die dritte eingereichte Volksinitiative zum Thema Ernährung in einem Zeitraum von zwei Jahren.

## Wortlaut der Initiative
1 Der Bund stärkt das Angebot an Lebensmitteln, die von guter Qualität und sicher sind und die umwelt- und ressourcenschonend, tierfreundlich und unter fairen Arbeitsbedingungen hergestellt werden. Er legt die Anforderungen an die Produktion und die Verarbeitung fest.
2 Er stellt sicher, dass eingeführte landwirtschaftliche Erzeugnisse, die als Lebensmittel verwendet werden, grundsätzlich mindestens den Anforderungen nach Absatz 1 genügen; für stärker verarbeitete und zusammengesetzte Lebensmittel sowie für Futtermittel strebt er dieses Ziel an. Er begünstigt eingeführte Erzeugnisse aus fairem Handel und bodenbewirtschaftenden bäuerlichen Betrieben.
3 Er sorgt dafür, dass die negativen Auswirkungen des Transports und der Lagerung von Lebens- und Futtermitteln auf Umwelt und Klima reduziert werden.
4 Er hat insbesondere folgende Befugnisse und Aufgaben:
a. Er erlässt Vorschriften zur Zulassung von Lebens- und Futtermitteln und zur Deklaration von deren Produktions- und Verarbeitungsweise.
b. Er kann die Vergabe von Zollkontingenten regeln und Einfuhrzölle abstufen.
c. Er kann verbindliche Zielvereinbarungen mit der Lebensmittelbranche, insbesondere mit Importeuren und dem Detailhandel, abschliessen.
d. Er fördert die Verarbeitung und die Vermarktung regional und saisonal produzierter Lebensmittel.
e. Er trifft Massnahmen zur Eindämmung der Lebensmittelverschwendung.
5 Der Bundesrat legt mittel- und langfristige Ziele fest und erstattet regelmässig Bericht über den Stand der Zielerreichung. Werden diese Ziele nicht erreicht, so trifft er zusätzliche Massnahmen oder verstärkt die bestehenden.
Art. 197 Ziff. 12
12. Übergangsbestimmung zu Artikel 104a (Lebensmittel)

## Verlauf
Nach einer Vorprüfung wurden ab 27. Mai 2014 Unterschriften gesammelt und die Initiative am 26. November 2015 eingereicht, worauf am 8. Dezember 2015 das Zustandekommen festgestellt wurde.
Einige Forderungen aus der Fair-Food-Initiative wurden in den vom Volk angenommenen Gegenvorschlag zur zurückgezogenen Initiative des Bauernverbandes zur Ernährungssicherheit aufgenommen, weshalb dieser die Fair-Food-Initiative nun als unnötig betrachtete.
Der Bundesrat empfahl im Oktober 2016 ohne Gegenvorschlag, die Initiative abzulehnen. Ihr Anliegen wurde zwar grundsätzlich begrüsst. Sie sei aber unvereinbar mit internationalen Verpflichtungen und erfordere ein aufwändiges, in der Praxis nicht umsetzbares Kontrollsystem. Der Argumentation schloss sich im Mai 2017 die Empfehlung der vorberatenden Nationalratskommission für Wirtschaft und Abgaben (WAK-N) an. Dieser folgend entschied Ende September 2017 auch der Nationalrat, die Initiative Volk und Ständen zur Ablehnung zu empfehlen. Dem schloss sich auch der Ständerat im Februar 2018 an. Am 16. März 2018 beendete das Parlament mit den Schlussabstimmungen seine Beratungen der Volksinitiative.
Der Bundesrat legte den 23. September 2018 als Termin fest, an dem die Initiative zur Abstimmung vor Volk und Stände kommt.

## Positionen der politischen Parteien
Die Ja-Parole hatten die SP, die Grünen, die EVP und die PdA beschlossen. Die Initiative wurde abgelehnt von FDP, CVP, SVP und BDP. Grünliberale und CSP Obwalden entschlossen sich zur Stimmfreigabe.

## Meinungsumfragen
| Institut    | Auftraggeber | Datum             | Ja | Eher Ja | Unentschieden Keine Antwort | Eher Nein | Nein |
| ----------- | ------------ | ----------------- | -- | ------- | --------------------------- | --------- | ---- |
| LeeWas GmbH | Tamedia      | 7. September 2018 | 37 | 6       | 1                           | 5         | 51   |
| GfS Bern    | SRG SSR      | 2. September 2018 | 30 | 23      | 2                           | 17        | 28   |
| LeeWas GmbH | Tamedia      | 24. August 2018   | 40 | 15      | 3                           | 9         | 33   |
| LeeWas GmbH | Tamedia      | 7. August 2018    | 41 | 23      | 3                           | 13        | 20   |
| GfS Bern    | SRG SSR      | 5. August 2018    | 44 | 34      | 2                           | 13        | 7    |

Bemerkungen: Angaben in Prozent. Das Datum bezeichnet den mittleren Zeitpunkt der Umfrage, nicht den Zeitpunkt der Publikation der Umfrage.

## Abstimmungsergebnis

Abstimmungsergebnisse nach Kantonen

Die Volksinitiative erreichte mit 38,8 Prozent der abgegebenen Stimmen keine Mehrheit.
| Kanton                           | Ja (%) | Nein (%) | Beteiligung (%) |
| -------------------------------- | ------ | -------- | --------------- |
| Aargau                           | 28,8   | 71,2     | 35,6            |
| Appenzell Ausserrhoden           | 32,6   | 67,4     | 39,8            |
| Appenzell Innerrhoden            | 23,3   | 76,7     | 31,3            |
| Basel-Landschaft                 | 33,5   | 66,5     | 35,6            |
| Basel-Stadt                      | 42,8   | 57,2     | 42,9            |
| Bern                             | 36,9   | 63,1     | 34,7            |
| Freiburg                         | 48,7   | 51,3     | 33,8            |
| Genf                             | 63,9   | 36,1     | 39,7            |
| Glarus                           | 32,9   | 67,1     | 28,6            |
| Graubünden                       | 29,6   | 70,4     | 37,6            |
| Jura                             | 58,9   | 41,1     | 30,6            |
| Luzern                           | 28,9   | 71,1     | 38,2            |
| Neuenburg                        | 57,1   | 42,9     | 33,7            |
| Nidwalden                        | 22,5   | 77,5     | 40,2            |
| Obwalden                         | 20,4   | 79,6     | 42,0            |
| Schaffhausen                     | 34,4   | 65,6     | 59,6            |
| Schwyz                           | 22,6   | 77,4     | 38,8            |
| Solothurn                        | 31,2   | 68,8     | 35,3            |
| St. Gallen                       | 29,8   | 70,2     | 37,3            |
| Tessin                           | 42,7   | 57,3     | 40,7            |
| Thurgau                          | 28,9   | 71,1     | 35,9            |
| Uri                              | 25,8   | 74,2     | 27,7            |
| Waadt                            | 63,8   | 36,2     | 38,1            |
| Wallis                           | 38,5   | 61,5     | 35,8            |
| Zug                              | 27,4   | 72,6     | 44,7            |
| Zürich                           | 35,3   | 64,7     | 39,8            |
| Schweizerische Eidgenossenschaft | 38,7   | 61,3     | 37,0            |

## Nachbefragung der Stimmenden
Eine Befragung nach der Abstimmung (VOTO-Studie) ergab, dass eine deutliche Mehrheit der Stimmenden die Kernanliegen der Vorlage unterstützte. Abgelehnt wurde die Initiative aber wegen der Sorge vor steigenden Lebensmittelpreisen und Zweifeln an ihrer Praktikabilität.